# نواه كورزويسكى
نواه كورزويسكى (بالألمانية: Noah Korczowski)‏ (8 يناير 1994 بمارل في ألمانيا - ) هو لاعب كرة قدم ألماني في مركز قلب الدفاع. شارك مع منتخب ألمانيا الوطني لكرة القدم تحت 15 سنة ‏ ومنتخب ألمانيا تحت 16 سنة لكرة القدم ومنتخب ألمانيا تحت 17 سنة لكرة القدم ومنتخب ألمانيا تحت 19 سنة لكرة القدم. أما مع النوادي، فقد لعب مع نادي فولفسبورغ ونادي نورنبرغ و1. FC Nürnberg II ‏.

## وصلات خارجية
- نواه كورزويسكى على موقع الاتحاد الدولي (مؤرشف)  (الإنجليزية)
- نواه كورزويسكى على موقع قاعدة بيانات كرة القدم.إي يو (الإنجليزية)
- نواه كورزويسكى على موقع بيانات كرة القدم. دي إي (الألمانية)
- نواه كورزويسكى على موقع Soccerway.com (الإنجليزية)
- نواه كورزويسكى على موقع عالم كرة القدم.نت (الإنجليزية)
- نواه كورزويسكى على موقع AS.com (الإسبانية)